# Rhamphomyia armipes
Rhamphomyia armipes är en tvåvingeart som beskrevs av Sack 1923. Rhamphomyia armipes ingår i släktet Rhamphomyia och familjen dansflugor. Inga underarter finns listade i Catalogue of Life.